# 铜川站
铜川站位于陕西省铜川市铜川新区 (耀州区)，是在建西延高速铁路的一座中间站，站房面积12000平方米。

## 历史
- 2022年8月，西安至延安铁路调整可行性研究报告经陕西省人民政府与国铁集团联合批复，西延高速铁路建设方案有所调整。其中，铜川站站场规模由原规划2台4线调整为3台7线，站房面积由6000平方米调整增至12000平方米。[2]
- 2022年11月30日，随西延高铁西安-铜川段开工建设。[3]